# NGC 4304
NGC 4304 is een balkspiraalstelsel in het sterrenbeeld Waterslang. Het hemelobject werd op 28 april 1834 ontdekt door de Britse astronoom John Herschel.

## Synoniemen
- ESO 380-20
- MCG -5-29-34
- FAIR 310
- IRAS 12195-3312
- PGC 40055